# Brain-sur-Longuenée
Brain-sur-Longuenée település Franciaországban, Maine-et-Loire megyében. Lakosainak száma 942 fő (2018. január 1.). Brain-sur-Longuenée Saint-Clément-de-la-Place, La Membrolle-sur-Longuenée, Grez-Neuville, Le Lion-d’Angers, Longuenée-en-Anjou, La Pouëze és Erdre-en-Anjou községekkel határos.

## Népesség
A település népességének változása:
| Lakosok száma | 602  | 568  | 574  | 669  | 768  | 972  | 993  | 963  | 943  | 942  |
|               | 1962 | 1968 | 1982 | 1990 | 1999 | 2008 | 2011 | 2013 | 2017 | 2018 |